# Sumský rajón
Sumský rajón (ukrajinsky Сумський район) je rajón v Sumské oblasti na Ukrajině. Hlavním městem jsou Sumy a rajón má přibližně 449 tisíc obyvatel.

## Města v rajónu
- Bilopillja
- Lebedyn
- Sumy
- Vorožba